# Paola Ferrari
Paola Andrea Ferrari Yegros (Asunción, Paraguay, 16 de septiembre de 1985) es una jugadora de baloncesto. Su equipo actual es Poliesportiva Battipaglia PB63 de Italia. Suele ocupar la posición de escolta.

## Biografía
Empezó a jugar a básquet a los 7 años en el Deportivo Internacional de su ciudad natal, Asunción.
Disputó a su primer Campeonato Sudamericano en Perú, categoría cadete, donde se destacó como anotadora del torneo. Debutó en liga sénior de Paraguay a los 14 años donde jugó en varios equipos (Deportivo Internacional, Deportivo San José, UAA). Siempre tuvo participaciones destacadas en Sudamericanos de todas las categorías. Siendo proclamada mejor jugadora, máxima anotadora y mayor triplista en varias ocasiones.
Tras su paso formativo por Estados Unidos en 2003 en el Tomahack High School de Wisconsin y 2004 en la liga universitaria con la Union University of Tennessee, un año más tarde, juega con la Universidad de Quevedo donde llega hasta semifinal. Esa misma temporada con 20 años decide dar el salto a España para jugar en Santiago de Compostela en el Alumisan Pio XII de Liga Femenina 2 donde tras una rápida adaptación termina la temporada siendo la segunda máxima anotadora de la categoría. La siguiente temporada juega en Sóller con el objetivo de ascender pero no pudieron lograrlo. En el año 2007 debuta en Liga Femenina en Rivas Futura pero la falta de minutos le hizo cambiar de equipo en diciembre y terminar una gran temporada en Burgos. En 2008 tras una temporada en Estudiantes vuelve a Sóller Juventud Mariana donde estuvo cuatro temporadas logrando grandes números.
Durante esos años jugó también en la Universidad Tecnológica Equinoccial de Ecuador donde consiguió en 2011 la liga ecuatoriana y disputó el campeonato sudamericano. En 2012 sufre una grave lesión, rotura de ligamento cruzado anterior de la rodilla, que le mantuvo alejada de las pistas hasta enero de 2013 cuando volvió a jugar con Perfumerías Avenida ganando la deseada Liga Femenina. La temporada 13/14 juega en el Unimed America de Liga Brasileña donde gana dos títulos más (Liga de Brasil y Liga Paulista). Vuelve de nuevo a España otra vez al Perfumerías Avenida donde gana la Supercoca de España y la Copa de la Reina para completar todos los títulos nacionales de ese país. En 2015 logra la hazaña en su país natal ganando el Trofeo metropolitano con Sol de América sin perder un partido y siendo elegida MVP. Después ficha por el Stadium Casablanca de Zaragoza donde tras un gran temporada se convierte en la máxima anotadora de la temporada. La temporada 16/17 disputó los playoffs con IDK Guipúzcoa. En la temporada siguiente ha defendido los colores de Stadium Casablanca de Zaragoza
Es internacional con la selección de Paraguay, con la que acaba de disputar el Campeonato Sudamericano en San Luis, Argentina, obteniendo el quinto puesto.

## Trayectoria

### Clubes
Eleftheria Moschato
Liga Femenina Griega 

| Equipo                        | Liga                       | Temporadas |
| ----------------------------- | -------------------------- | ---------- |
| Deportivo Internacional       | Mini a Mayores Paraguay    | 1992-1999  |
| UAA                           | Liga de Paraguay Paraguay  | 2000       |
| Deportivo Internacional       | Liga de Paraguay Paraguay  | 2001       |
| Deportivo San José            | Liga de Paraguay Paraguay  | 2003       |
| Tomahawk High School          | High School Estados Unidos | 2003       |
| Club América de Pilar         | Paraguay Paraguay          | 2003       |
| Union University of Tennessee | WNCAA Estados Unidos       | 2004       |
| Universidad de Quevedo        | Liga de Paraguay Paraguay  | 2005       |
| Vidrogal Alumisán Pío XII     | Liga Femenina 2 España     | 2005-2006  |
| Olis Sóller Juventud Mariana  | Liga Femenina 2 España     | 2006-2007  |
| Rivas Futura                  | Liga Femenina España       | 2007-2008  |
| Arranz Jopisa Burgos          | Liga Femenina España       | 2007-2008  |
| USP-CEU MMT Estudiantes       | Liga Femenina España       | 2008-2009  |
| Sóller Juventud Mariana       | Liga Femenina España       | 2008-2009  |
| UTE                           | Liga Ecuatoriana Ecuador   | 2009       |
| Sóller Juventud Mariana       | Liga Femenina España       | 2009-2010  |
| Sóller Bon Día                | Liga Femenina España       | 2010-2011  |
| UTE                           | Liga Ecuatoriana Ecuador   | 2011       |
| Sóller Bon Dia                | Liga Femenina España       | 2011-2012  |
| UTE                           | Liga Ecuatoriana Ecuador   | 2012       |
| Perfumerias Avenida           | Liga Femenina España       | 2013       |
| Unimed Americana              | Liga Brasileña Brasil      | 2013-2014  |
| UTE                           | Liga sudamericana Ecuador  | 2014       |
| Perfumerías Avenida           | Liga Femenina España       | 2014-2015  |
| Sol de América                | Liga de Paraguay Paraguay  | 2015       |
| Mann-Filter                   | Liga Femenina España       | 2015-2016  |
| IDK Gipuzkoa                  | Liga Femenina España       | 2016-2017  |
| Olimpia                       | Liga de Paraguay Paraguay  | 2017       |
| Mann-Filter                   | Liga Femenina España       | Desde 2017 |
| Nissan Al-Qázeres             | España                     | 2018-2019  |
| Sol de América                | Liga de Paraguay Paraguay  | 2019       |
| Nantes Reze Basket            | Francia                    | 2019-2020  |
| C.D. Clarinos                 | Liga Femenina Endesa       | 2020-2021  |
| Ensino Lugo                   | Liga Femenina Endesa       | 2020-2021  |
| 2022                          |                            |            |
| Defensor Sporting             | FIBA Uruguay               | 2022       |

### Selección nacional
- 1999 Sudamericano Sub-16.
- 2000 Sudamericano Sub-16.
- 2001 Sudamericano Sub-18.
- 2005 Sudameriano mayores.
- 2006 Sudamericano mayores.
- 2010 Sudamericano mayores.
- 2013 Sudamericano mayores.
- 2017 Americup mayores (pre-mundial).
- 2018 Juegos ODESUR
- 2018 Sudamericano mayores
- 2019 Juegos PANAMERICANOS LIMA-PERU
- 2019 Americup mayores Puerto Rico (preolímpico)
- 2022 Sudamericano mayores - San Luis, Argentina
- 2022 Juegos ODESUR (Asunción)

## Palmarés

### Clubes
- Liga Femenina de España (1): 2013.
- Copa de la Reina (2): 2015,2021
- Supercopa de España (1): 2014.
- Liga ecuatoriana (1): 2011.
- Liga de Brasil (1): 2014.
- Liga Paulista de Brasil (1): 2014.
- Campeonato nacional de Paraguay (6): 1998, 2000, 2001, 2003, 2006, 2015, 2017.2019.
- Eleftheria Moschato - Liga Griega - Vicecampeonato de la Copa Griega: 2022.
- Liga Sudamericana de Clubes LSBF (6)- (3) Vicecampeonato con Defensor Sporting: 2022.

Vicecampeonato con Ute 2012-2014
- Liga Sudamericana de Clubes MVP (1): 2022.
- Mejor Triplista LSBF ( 2) 2012-2014

## Galardones
- Elegida mejor jugadora de básquet del Paraguay (2): 2014, 2015.
- Elegida entre los dos mejores deportistas del siglo por la Secretaría Nacional de Deportes de Paraguay (2015).
- Mejor anotadora sudamericana (4): 2005, 2006, 2010, 2013.
- Máxima anotadora de Liga Femenina[4] española (1): 2016.
- Quinteto ideal de Liga Femenina española (1): 2016.
- Quinteto ideal del AMERICUP 2017
- Máxima anotadora del AMERICUP 2017 con 87 puntos.
- Máxima anotadora sudamericano mayores 2018
- Mejor triplista liga paraguaya 2019
- Mayor encestadora liga paraguaya 2019
- MVP Liga Sudamericana de Clubes 2022